# Tinutuan
Le tinutuan ou bubur manado, ou bouillie manadonaise, est une bouillie de riz mélangée avec plusieurs légumes tels que les épinards, le kangkung, le maïs, la citrouille, la patate douce ou le manioc,.
Le tinutuan est originaire de Manado, en Sulawesi du Nord, en Indonésie,. D'autres prétendent qu'il serait originaire de Minahasa, en Sulawesi du Nord.
L'étymologie du mot tinutuan est incertaine. Le gouvernement local de Manado a fait du tinutuan un symbole officiel de la ville de Manado,,. Il est habituellement servi en petit déjeuner, avec du sambal, de l'oignon frit, du thon fumé, de la pâte de crevettes ou du sambal d'orphie fumé ou bien des boulettes de viande.

## Galerie

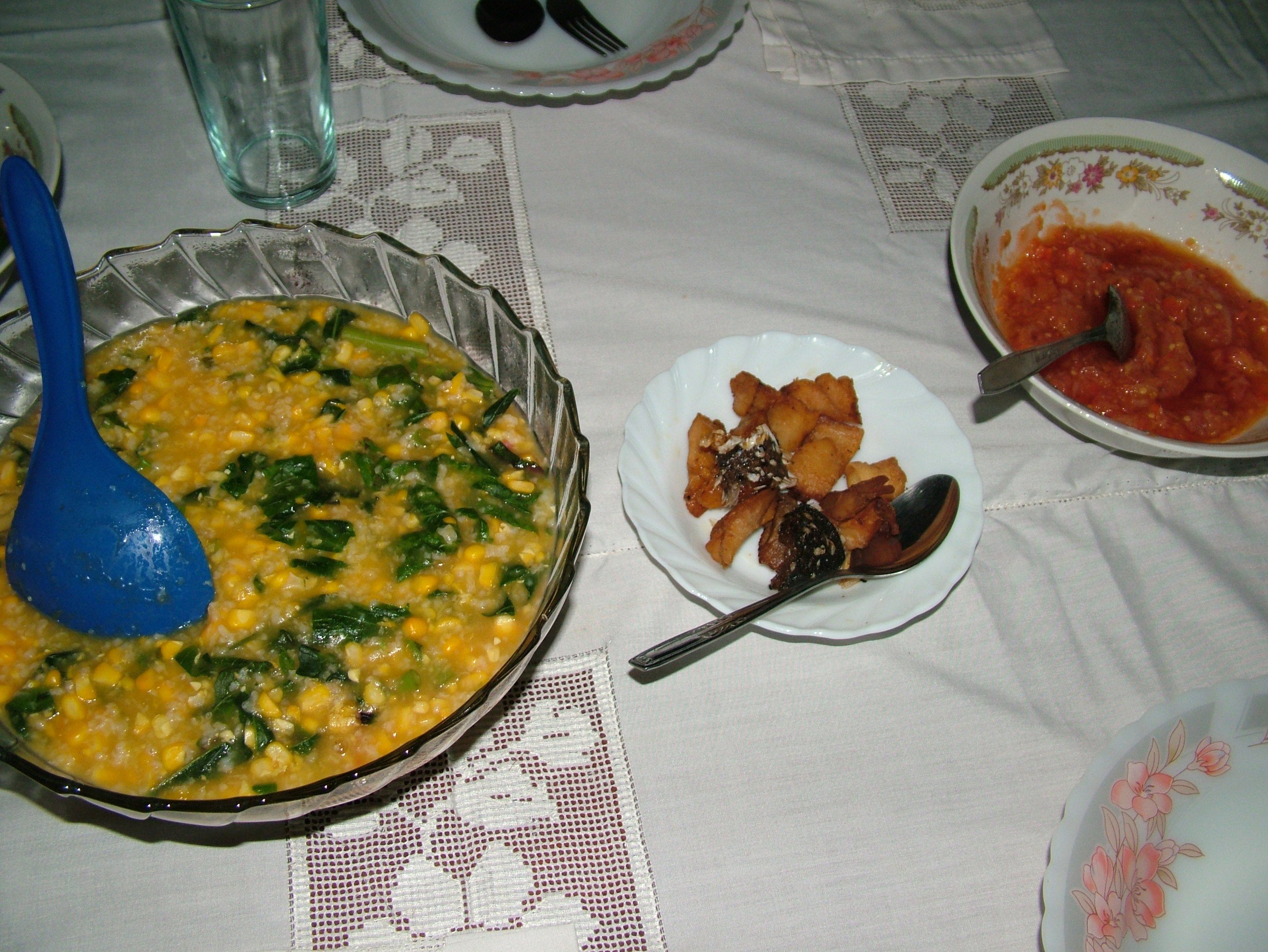
Tinutuan avec du poisson et du sambal.
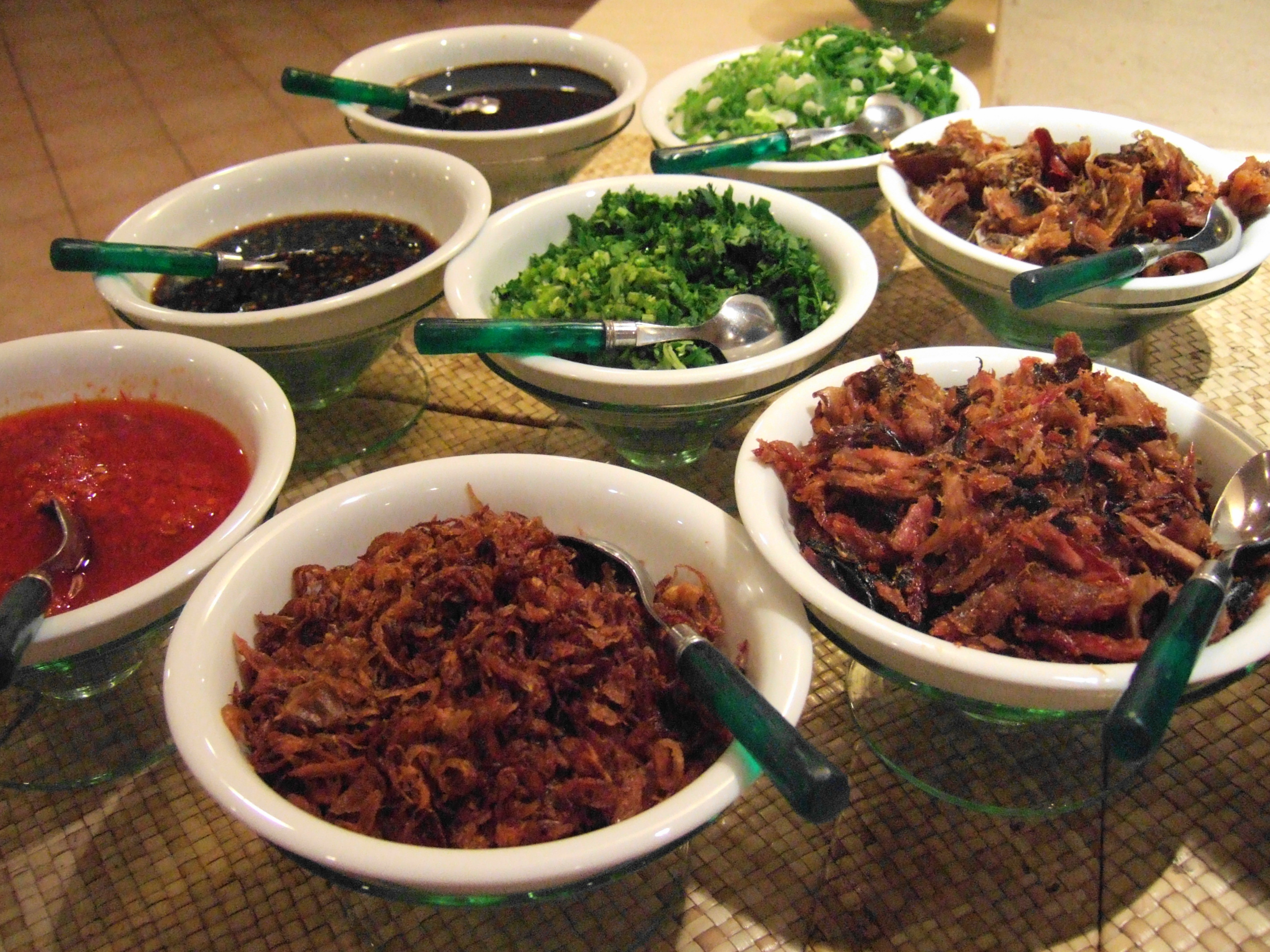
Accompagnements servis avec du tinutuan.